# Apochinomma formicoides
Apochinomma formicoides là một loài nhện trong họ Corinnidae.
Loài này thuộc chi Apochinomma. Apochinomma formicoides được Cândido Firmino de Mello-Leitão miêu tả năm 1939.